# Siedengrieben
Siedengrieben ist ein Ortsteil der Gemeinde Beetzendorf im Altmarkkreis Salzwedel in Sachsen-Anhalt.

## Geographie

### Lage
Das Dorf Siedengrieben liegt 2 Kilometer östlich von Beetzendorf und 17 Kilometer südlich der Kreisstadt Salzwedel in der Altmark. Im Südosten erhebt sich der 51,2 Meter hohe Wahrsberg.

### Nachbarorte
| Audorf      | Käcklitz    | Stapen     |
| Beetzendorf | Nachbarorte | Hohentramm |
|             | Hohentramm  |            |

## Geschichte

### Mittelalter
Siedengrieben war ursprünglich ein Sackgassendorf.
Siedengrieben wurde erstmals im Landbuch der Mark Brandenburg von 1375 urkundlich genannt. Griben, Gryben gehörte den von der Schulenburg. Das Hufenland des Dorfs umfasste 18 abgabenpflichtige Hufen. Für diese zahlten die Vollbauern 19 Pfund und 4 Schilling an Leichten Pfennig. Von der Bede waren sie befreit.
Der Historiker Peter P. Rohrlauch weist darauf hin, dass die von Wilhelm Zahn aufgeführten früheren Erwähnungen von 1140 und 1184 nicht zutreffen.

### Herkunft des Ortsnamens
Jürgen Udolph führt den Ortsnamen Grieben auf das slawische Wort „grib“ für „Pilz“ zurück. „Sieden“ stammt vom mittelniederdeutschen „side“ für „niedrig“ ab.
Heinrich Sültmann nennt eine weitere Deutung für Grieben, die slawischen Worte „hriby, griben“ für „Kamm, Höhenrücken“ und übersetzt den Ortsnamen zu „Steilhang“.

### Eingemeindungen
Siedengrieben gehörte ursprünglich zum Salzwedelischen Kreis der Mark Brandenburg in der Altmark. Von 1807 bis 1813 lag es im Kanton Beetzendorf auf dem Territorium des napoleonischen Königreichs Westphalen. Nach weiteren Änderungen kam es ab 1816 in den Kreis Salzwedel, den späteren Landkreis Salzwedel im Regierungsbezirk Magdeburg in der Provinz Sachsen in Preußen.
Am 20. Juli 1950 wurde die Gemeinde Siedengrieben in die Gemeinde Hohentramm eingemeindet. Nach der Eingemeindung von Hohentramm in Beetzendorf am 1. Januar 2009 wurde Siedengrieben ein Ortsteil der Gemeinde Beetzendorf.

### Einwohnerentwicklung
| Jahr | Einwohner |
| ---- | --------- |
| 1734 | 074       |
| 1774 | 102       |
| 1789 | 074       |
| 1798 | 070       |
| 1801 | 073       |
| 1818 | 052       |

| Jahr | Einwohner |
| ---- | --------- |
| 1840 | 089       |
| 1864 | 109       |
| 1871 | 126       |
| 1885 | 111       |
| 1892 | [0]115    |
| 1895 | 119       |

| Jahr | Einwohner |
| ---- | --------- |
| 1900 | [0]103    |
| 1905 | 110       |
| 1910 | [0]123    |
| 1925 | 125       |
| 1939 | 118       |
| 1946 | 230       |

| Jahr | Einwohner |
| ---- | --------- |
| 2015 | [0]59     |
| 2018 | [0]65     |
| 2020 | [00]63    |
| 2021 | [00]63    |
| 2022 | [00]60    |
| 2023 | [0]55     |

Quelle, wenn nicht angegeben, bis 1946:

## Religion
Die evangelische Kirchengemeinde Siedengrieben, die früher zur Pfarrei Beetzendorf gehörte, wird heute betreut vom Pfarrbereich Beetzendorf im Kirchenkreis Salzwedel im Bischofssprengel Magdeburg der Evangelischen Kirche in Mitteldeutschland.

## Kultur und Sehenswürdigkeiten
Die Dorfkirche Siedengrieben, ein kleiner, dreiteiliger Bau (Schiff, Chor, Apsis) mit aufgesetztem Turm, ist gegen Ende des 12. Jahrhunderts, spätestens zu Beginn des 13. Jahrhunderts entstanden. Die Feldsteinkirche aus unbearbeiteten Lesesteinen zeigt ein unregelmäßiges Mauerwerk, das mit der klaren architektonischen Struktur kontrastiert. Die spätromanischen Formen (vor allem die kleinen, hoch stehenden, rundbogigen Fenster) blieben größtenteils erhalten. Das Apsis-Dach besteht noch teilweise aus Mönchs-und-Nonnen-Ziegeln. Die Rankenmalerei im Inneren schafft eine feierliche Stimmung.

## Sage – Siedengriebener Butterstein
Adalbert Kuhn berichtete 1843 aus örtlicher mündlicher Überlieferung. In der Nähe von Grieben stritten einmal zwei Bauern um ein Stück Acker und jeder behauptete, es gehöre ihm. Einer der beiden sprang schließlich auf einen großen Stein, rief: „So soll dieser Stein gleich zu Butter werden, wenn der Acker nicht mir gehört“, und siehe da! augenblicklich wurde der Stein so weich, dass er ganz tief mit dem Fuße einsank, und sein Meineid klar an den Tag kam. Es gibt noch zwei weitere Sagen zum Stein.
Der Stein, ein rötlichgrauer Granitfindling mit natürlichen schalenförmigen Vertiefungen, lag bis vor 100 Jahren auf der Feldmark zwischen Beetzendorf und Siedengrieben. Heute liegt er unweit der Ruine der alten Burg im Schlosspark Beetzendorf.